# موفقیت نامحدود در ۲۰ روز
موفقیت نامحدود (به انگلیسی: Unlimited Power) با نام اصلی فارسی موفقیت نامحدود در ۲۰ روز نام کتابی به موضوع موفقیت در زندگی است که نویسنده آن آنتونی رابینز بوده و توسط فریبا جعفری نمینی به فارسی برگردانده‌شده‌است و توسط انتشارات نسل نواندیش در ایران چاپ گردیده‌است. کتاب‌فروشی بعثت این کتاب را پرفروش‌ترین سال ۱۳۸۹ معرفی کرده‌است.

## فهرست مطالب
فهرست مطالب کتاب چاپ‌شده به زبان فارسی در چاپ سی‌ام به عبارت زیر است:
هفتهٔ اول
- روز اول: قدرت درونی
- روز دوم: نیروهای کنترل کنندهٔ زندگی
- روز سوم: حلقه‌های ارتباطی
- روز چهارم: ان‌ال‌پی، کلید طلایی تغییر
- روز پنجم: رسیدن به خواسته‌های خود

هفتهٔ دوم
- روز ششم: تکنولوژی پیشرفت
- روز هفتم: راز موفقیت
- روز هشتم: باورهای خود را تغییر دهید
- روز نهم: تنظیم اهداف
- روز دهم: یک فهرست کامل برای موفقیت

هفتهٔ سوم
- روز یازدهم: عادت‌ها
- روز دوازدهم: شرط موفقیت
- روز سیزدهم: موفقیت مالی
- روز چهاردهم: نحوهٔ کنترل ثروت
- روز پانزدهم: رها کردن ترس

هفتهٔ چهارم
- روز شانزدهم: کارشکنی در کار خود
- روز هفدهم: جسم سالم
- روز هجدهم: روابط موفق
- روز نوزدهم: رویارویی با مشکلات
- روز بیستم: موفقیت جاودان